# Bollebygd
Bollebygd è un villaggio sede del comune omonimo e della contea Västra Götalands, si trova a circa 40 km da Göteborg ed a 25 da Borås.

## Etimologia
Il nome Bolle è un aggettivo dell'antica lingua norrena e significa palla ma anche forte, di talento, potente. il finale -bygd significa vivo.
Nei secoli troviamo diverse denominazioni, tra cui prima del 1255 Ballabu, Balläbygd nel tardo Duecento, Baallabygd nel 1313, Baldebygd nel 1413, Balläbyödh nel 1480, Ballabygdt nel 1528, Ballabygdh nel 1568, Ballebygdtth nel 1578, nel 1600 le tre versioni Balby, Ballebo, Bållebo, nel 1613 Ballebygdz, nel 1755 Bollebygd e nel 1877 Balle Bygd-h.

## Infrastrutture e trasporti
La città dispone di una stazione ferroviaria e si trova sulla statale 27/40 che collega Göteborg a Borås.